# Crudia dewitii
Crudia dewitii är en ärtväxtart som beskrevs av André Joseph Guillaume Henri Kostermans. Crudia dewitii ingår i släktet Crudia, och familjen ärtväxter. Inga underarter finns listade i Catalogue of Life.